# Чулышманское нагорье
Чулышманское нагорье — расположено на востоке Алтайских гор в Улаганском районе Республики Алтай, между долиной реки Чулышман и Шапшальским горным хребтом. Высоты — от 1500 до 3148 м (гора Куркуребажи).

## Физико-географическая характеристика
Здесь преобладает среднегорный выровненный рельеф с отдельными останцовыми массивами. Нагорье сильно расчленено глубоко врезанными долинами основных рек, образующих каньоны с отвесными стенами. Водоразделы местами заболочены, а широкие участки долин покрыты лесами.
Все реки нагорья типично горные, с большим падением и бурными потоками. Исключение составляет одноимённый Чулышман на участке перед впадением в Телецкое озеро; здесь река спокойно протекает, делясь на протоки, по довольно широкой долине. До этого русло Чулышмана лежит в глубоком ущелье с почти километровыми стенами, с которых срываются водопады разной высоты и мощности.

## Флора
Растительность на склонах представлена лиственничной и кедрово-лиственничной тайгой. На высоте 2000 м встречаются каменистые горные тундры. Местная флора насчитывает около 450 видов высших растений, с высоким уровнем эндемизма (14.6 %): монголо-саяно-алтайские, монголо-алтайские и алтайские виды. Среди них аконит алтайский, аконит ненайденый, вероника порфирия, вероника перистая, кандык сибирский, остролодочник приальпийский, астрагал пушинстый, ревень алтайский и др. . Многие из этих растений включены в список редких видов. Двойственность флоры выражается в сочетании большого числа узкоспециализированных ксерофитов с лугово-лесными видами.

## Климат
Климат Чулышманского нагорья — резко континентальный, с холодной продолжительной зимой и коротким летом. Средняя температура января составляет −22° С, а июля + 14° С. Безморозный период длится около 50 дней. Количество осадков распределяется в зависимости от высоты местности: по долинам Чулышмана и Башкауса выпадает 300—350 мм в год, а над хребтами — до 1000 мм, при этом основная часть осадков приходится на летние месяцы. Зимы малоснежные, с ветрами.

## Топографические карты
- Лист карты M-45-XI Балыктуюль. Масштаб: 1 : 200 000. Указать дату выпуска/состояния местности.